# Janet Cooke
Janet Cooke (Toledo, Ohio, 23 de julio de 1954) es una periodista que trabajó para el The Washington Post, en Estados Unidos. Ganadora del Premio Pulitzer, lo devolvió tras admitir que había inventado la historia del artículo premiado.

## Contenido del artículo
Cooke narraba la historia de un niño de ocho años que desde hacía tres era adicto a la heroína. El pequeño, al que Janet llamó Jimmy, fue iniciado en el consumo de drogas por el compañero de su madre, que aparece en el texto con el nombre de Ron. El hogar de Jimmy era frecuentado por personas que venían a buscar dosis de heroína, cocaína o marihuana, de modo que el niño convivía con eso a diario, la consideraba normal y manifestaba como única aspiración en su vida convertirse en un próspero traficante de drogas.
Cooke no solo describía con toda suerte de detalles el sórdido ambiente que reinaba en la casa de Jimmy, sino que añadía a su artículo algunas de las supuestas declaraciones de la madre del pequeño, Andrea. La mujer afirmaba que quedó embarazada de Jimmy como consecuencia de una violación y que, sintiéndose destrozada, buscó refugio en las drogas, a través de las cuales había obtenido las únicas satisfacciones de su vida.
El artículo concluía con la estremecedora descripción de cómo Ron inyectaba una dosis de heroína en el frágil brazo del pequeño Jimmy, ante la evidente necesidad de éste de consumir de nuevo.
Cooke combinaba la historia con las opiniones de médicos, otros expertos en abuso de drogas y asistentes sociales que trabajaban con adictos a la heroína en barrios marginales de Washington.

## El Premio Pulitzer
El artículo apareció en la primera página de The Washington Post, el 28 de septiembre de 1980, con el título de «El mundo de Jimmy». Iba acompañado por una impactante ilustración de Michael Gnatek, que podía verse completa en páginas interiores. «El mundo de Jimmy» fue presentado al Pulitzer y obtuvo este prestigioso galardón periodístico, en la categoría de reportajes.

## Fraude
Los rumores acerca de la veracidad del artículo comenzaron cuando policías de Washington, impresionados por el caso, quisieron ayudar al pequeño y empezaron a buscarlo por la ciudad, pero no aparecía.
Mientras, Cooke fue ascendida a la sección que cubría noticias metropolitanas. Sin embargo, algunas inexactitudes en su currículum (la joven afirmaba dominar cuatro idiomas y que había estudiado en Vassar volvieron a levantar sospechas.
Una vez comprobado que los datos que Cooke había referido en su currículum no eran ciertos, Benjamin Bradlee, uno de los directivos de la Redacción del Post, ordenó que la periodista fuese interrogada para conocer la verdad acerca de la historia de Jimmy y su familia.
Tras once horas de encierro en la redacción, sometida a constantes preguntas para que revelase la identidad de sus fuentes, Cooke reconoció que Jimmy no existía y que no era más que una invención suya.
La periodista se vio obligada, en primer lugar, a devolver el Pulitzer y a presentar su dimisión.
Después, en una entrevista, justificaría su actuación aludiendo a la alta presión a la que se hallaba sometida mientras trabajaba en el Post.
Al respecto, Gabriel García Márquez opinó:
«Pues no habría sido justo que te dieran el Premio Pulitzer de periodismo, pero en cambio sería una injusticia mayor que no le dieran el de literatura.»